# Alice Csodaországban (film, 1972)
Az Alice Csodaországban (eredeti cím: Alice's Adventures in Wonderland) 1972-es angol mesefilm, mely Lewis Carroll: Alice Csodaországban és Alice Tükörországban című könyvein alapul. A címszerepet Fiona Fullerton (Alice) alakítja.
A filmet az Egyesült Királyságban 1973. április 22-én mutatták be. Magyarországon 1995-ben jelent meg VHS-en.

## Szereplők
| Szereplő                       | Eredeti hang      | Magyar hang           |
| ------------------------------ | ----------------- | --------------------- |
| Alice                          | Fiona Fullerton   | Zsigmond Tamara       |
| Lewis Carrol (Charles Dodgson) | Michael Jayston   | Csík Csaba Krisztián  |
| Duckworth                      | Hywel Bennett     | N/A                   |
| Fehér Nyúl                     | Michael Crawford  | Harkányi Endre        |
| Egér                           | Davy Kaye         | Csuha Lajos           |
| Dodo                           | William Ellis     | Németh Gábor          |
| Bill, a gyík                   | Julian Chagrin    | Juhász Jácint         |
| Pat, a kertész                 | Freddie Earlle    | Bede-Fazekas Szabolcs |
| Tengeri malac                  | Mike Elles        | N/A                   |
| Hernyó                         | Ralph Richardson  | Gáspár András         |
| Tweedledum                     | Fred Cox          | Kálid Artúr           |
| Tweedledee                     | Frank Cox         | Varga Tamás           |
| Halfejű szolga                 | Peter O'Farrell   | N/A                   |
| Békafejű szolga                | Ian Trigger       | Halmágyi Sándor       |
| Hercegnő                       | Peter Bull        | Zana József           |
| Szakács                        | Patsy Rowlands    | Czigány Judit         |
| Macska                         | Roy Kinnear       | N/A                   |
| Bolond Kalapos                 | Robert Helpmann   | Komlós András         |
| Április bolondja               | Peter Sellers     | Bácskai János         |
| Mormota                        | Dudley Moore      | Koncz István          |
| Pikk 2-es                      | Dennis Waterman   | N/A                   |
| Pikk 5-ös                      | Ray Brooks        | N/A                   |
| Pikk 7-es                      | Richard Warwick   | N/A                   |
| Szív király                    | Dennis Price      | Bodor Tibor           |
| Szív királynő                  | Flora Robson      | Bókai Mária           |
| Knave of Hearts                | Rodney Bewes      | N/A                   |
| Griffmadár                     | Spike Milligan    | Botár Endre           |
| Álteknőc                       | Michael Hordern   | Buss Gyula            |
| Lorina                         | Victoria Shallard | Csondor Kata          |
| Edith                          | Pippa Vickers     | N/A                   |
| Sas                            | Ray Edwards       | N/A                   |
| Majom                          | Stanley Bates     | N/A                   |
| Mókus                          | Melita Manger     | Fazekas István        |
| Lory                           | Angela Morgan     | Beratin Gábor         |
| Szarka                         | June Kidd         | N/A                   |
| Béka                           | Michael Reardon   | N/A                   |
| Kacsa                          | Brian Tripping    | N/A                   |

## Televíziós megjelenések
Msat, MTV 1, Satelit TV